# Zone économique spéciale de Kostrzyn-Slubice
La zone économique spéciale de Kostrzyn-Slubice est au centre de l'Europe, à l'ouest de la Pologne, le long de la frontière germano-polonaise.
Les terrains de la zone se situent dans trois voïvodies de l’ouest de la Pologne : Lubuskie, Zachodniopomorskie et Wielkopolskie, de Goleniów et Karlino au nord, jusqu’à Lubsko et Bytom Odrzański au sud. La zone bénéficie du potentiel économique tout comme touristique de quasiment tout l’ouest de la Pologne. Au cœur de la zone on peut trouver les plus grands pôles industriels et commerciaux de la région : Poznań, Szczecin, Gorzów Wielkopolski et Zielona Góra.
Créée en 1997, la ZES de Kostrzyn-Slubice est l’une des zones qui se développent le plus vite en Pologne, grâce à son taux élevé d’exemption d’impôt sur le revenu des sociétés, de nos jours un des taux les plus élevés de Pologne, et grâce à ses terrains connectés à toute l’infrastructure nécessaire pour un investissement optimum.

## Sous-unités

### Lubuskie ouVoïvodie de Lubusz
Kostrzyn nad Odrą,
Słubice,
Gorzów Wielkopolski,
Międzyrzecz,
Rzepin, 
Zielona Gora,
Gubin,
Nowa Sól,
Bytom Odrzański,
Czerwieńsk,
Lubsko,
Sulęcin,
Strzelce Krajeńskie.

### Zachodniopomorskie ouVoïvodie de Poméranie-Occidentale
Karlino,
Police,
Barlinek,
Goleniow.

### Wielkopolskie ouVoïvodie de Grande-Pologne
Chodzież,
Poznań,
Swarzędz.

## Localisation
La localisation de la zone économique spéciale de Kostrzyn-Slubice, située au cœur de l’Europe, est aux abords de la frontière allemande et à proximité de voies de transport commercial ainsi que des passagers vers l’ouest.
La zone est située aux abords de grands axes de communications, comme les autoroutes internationales E30 (A2), E65 (A3) et E28 et la ligne ferroviaire Paris – Berlin – Varsovie – Moscou. Certaines sous-unités, celles qui se trouvent sur les berges de l’Oder et de la Warta, ont un accès direct aux ports maritimes de Szczecin et Świnoujście, ainsi qu’aux ports allemands de Berlin et de Hambourg. Toutes les sous-unités se trouvent proches d’un aéroport doté d’aménagements pour le transport des cargaisons comme des passagers, à Babimost, Goleniow et dans la capitale allemande Berlin, mais aussi elles se trouvent toutes aux abords de centres commerciaux et industriels des plus grandes villes de l’ouest de la Pologne: Gorzów Wielkopolski, Zielona Góra, Poznań, Szczecin and Koszalin.

## Investisseurs
Les types d’industries dominantes parmi les investisseurs de la ZES sont les industries chimiques, mécaniques, textiles, de la menuiserie, du papier, de la construction et de l’alimentation.
La zone a déjà délivré plus de 140 permis d’implantation d’activité dans la zone, parmi lesquels des permis pour : Volkswagen, Faurecia, Funai Electrics, Arctic Paper, ICT, AB Foods, Podravka, Wendre, Teleskop, BEE, TPV.
La coopération avec l’Allemagne progresse à grands pas, mais la zone est aussi partenaire de la France, l’Italie, la République tchèque, les Pays-Bas, la Belgique, le Danemark, l’Angleterre, la Belgique, l’Espagne, les pays scandinaves, le Japon, l’Inde, les États-Unis d'Amérique et bien d’autres encore.

## Exonérations
Les entreprises qui cherchent à s’implanter dans la Zone Économique Spéciale de 
Kostrzyn-Słubice, ont le droit de recevoir une aide régionale en exonération d’impôt sur le revenu des sociétés pour une des deux catégories suivantes : les coûts d’investissements ou la création d’emplois.
Dans les sous-unités situées dans le département de Lubuskie, les entreprises qui décident de conduire une activité dans la zone économique spéciale de Kostrzyn-Słubice, bénéficient d’une exonération d’impôt sur leur coût initial d’investissement ou sur deux ans de cotisations patronales et salariales, après avoir reçu le permis d’implantation d’activité dans la zone. Ceci s’élève à 70 % pour les petites entreprises, 60 % pour les moyennes et 50 % pour les grandes.
Dans les sous-unités localisées dans les départements de Wielkopolskie et Zachodniopomorskie, ces exonérations diminuent de 10 %, soit 60 % pour les petites entreprises, 50 % pour les moyennes et 40 % pour les grandes.

## Sources
- (en) Cet article est partiellement ou en totalité issu de l’article de Wikipédia en anglais intitulé « Kostrzyńsko-Słubicka SSE » (voir la liste des auteurs).